# Norman Taurog
Norman Taurog, född 23 februari 1899 i Chicago, Illinois, död 7 april 1981 i Rancho Mirage, Kalifornien, var en amerikansk filmregissör. Taurog regisserade mellan 1920 och 1968 180 spelfilmer.
Norman Taurog regisserade 1931 filmen Skippy med systersonen och barnskådespelaren Jackie Cooper i huvudrollen, och fick en Oscar för bästa regi. Under 1950-talet regisserade han många musikfilmer, och filmer med dåvarande radarparet Jerry Lewis och Dean Martin. På 1960-talet regisserade han ett flertal filmproduktioner med Elvis Presley däribland filmen Älska mig lite som blev den sista film som Taurog regisserade. Taurog har förärats en stjärna på Hollywood Walk of Fame, på adressen 1600 Vine Street.

## Filmografi i urval
- Skippy (1931)
- Huckleberry Finn (1931)
- The Phantom President (1932)
- Pappa opp i dagen (1933)
- Äventyrens ö (1934)
- Radioparaden 1936 (1935)
- Rhythm on the Range (1936)
- Tom Sawyers äventyr (1938)
- Han som tänkte med hjärtat (1938)
- Broadways melodi 1941 (1940)
- Flickan hela da'n (1940)
- Männen i pojkstaden (1941)
- Hennes svaga punkt (1941)
- Vi i vilda västern (1943)
- Åh, vilken brud! (1948)
- I mitt hjärta det sjunger (1948)
- Flödande toner (1950)
- Trångt om saligheten (1952)
- Kom så hoppar vi (1952)
- Alla tiders kompis (1953)
- Kuliga kumpaner (1953)
- Hur tokigt som helst (1954)
- Mammas gosse (1955)
- Pang! Pang! (1956)
- Kidnappad brud (1957)
- En yankee med takter i (1960)
- Blue Hawaii (1961)
- Girls! Girls! Girls! (1962)
- Hjärta till salu! (1963)
- Hålligång i Vilda Västern (1965)
- Double Trouble (1967)
- Speedway (1968)
- Älska mig lite (1968)